# Distrito de Bainet
El distrito de Bainet (en francés arrondissement de Bainet; y en criollo haitiano: awondisman Benè) es una división administrativa haitiana, que está situada en el departamento de Sureste.

## División territorial
Está formado por el reagrupamiento de dos comunas:
- Bainet
- Côtes-de-Fer